# .vu
.vu e интернет домейн от първо ниво за Вануату. Администрира се от Telecom Vanuatu Limited. Представен е през 1995 година.